# Apomys camiguinensis
Apomys camiguinensis е вид гризач от семейство Мишкови (Muridae). Видът е уязвим и сериозно застрашен от изчезване.

## Разпространение
Разпространен е във Филипини.